# NGC 4496
NGC 4496 (NGC 4496A, NGC 4505) je prečkasta spiralna galaktika u zviježđu Djevici. Naknadno je utvrđeno da je NGC 4505 ista galaktika.

## Vanjske poveznice
- (engl.) SEDS: NGC 4496
- (engl.) Revidirani Novi opći katalog
- (engl.) Izvangalaktička baza podataka NASA-e i IPAC-a
- (engl.) Astronomska baza podataka SIMBAD
- (engl.) VizieR